# Garamantowie

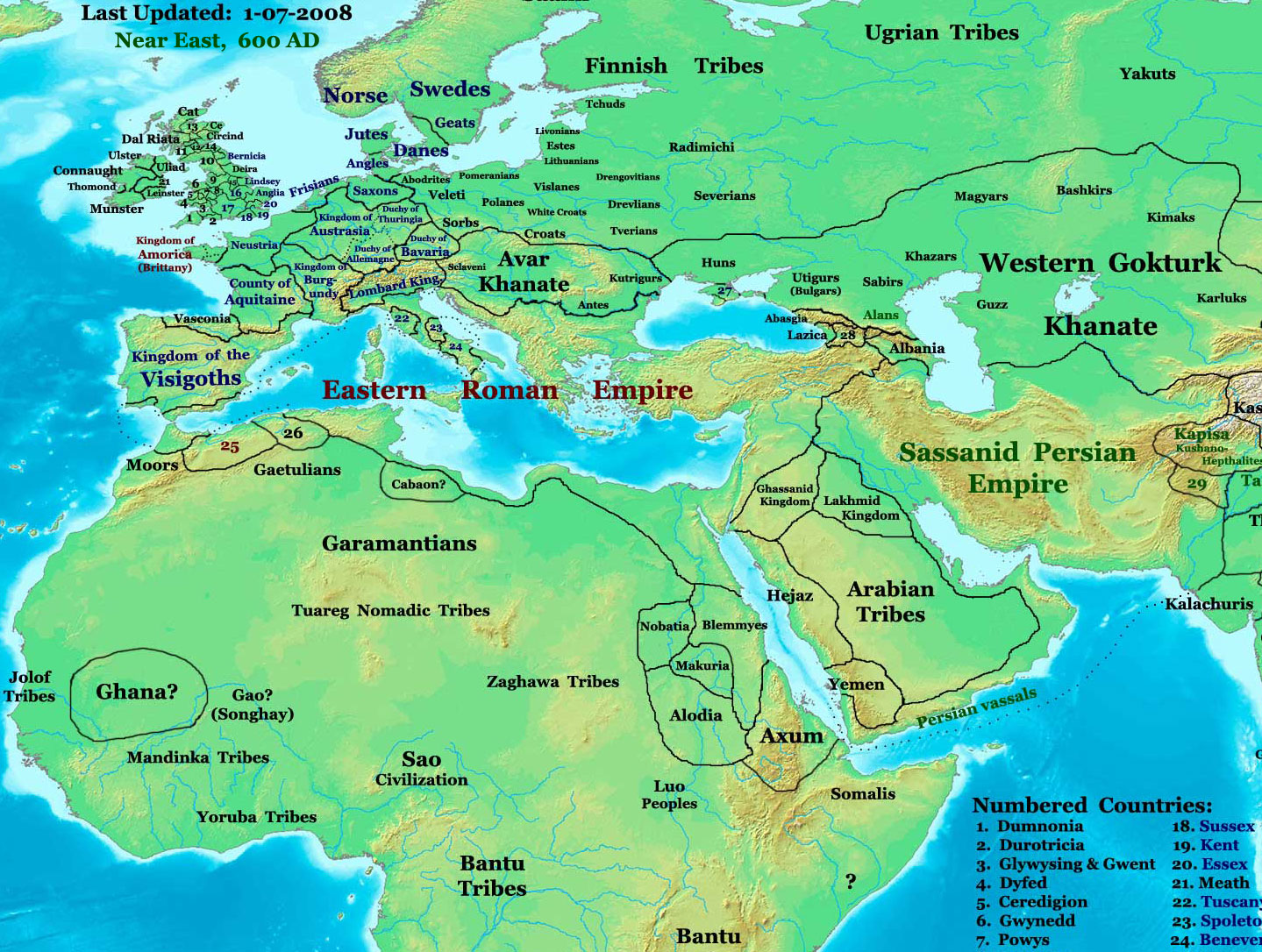
Garamantowie na mapie Afryki Północnej

Garamantowie – północnoafrykański lud berberyjski wywodzący się prawdopodobnie z południowej Libii, żyjący w okresie od około V w. p.n.e. do 2 poł. VII w. n.e. na obszarach dzisiejszej Sahary, na ziemiach zwanych obecnie Fazzan. Garamantowie byli przodkami współczesnego ludu Tuaregów, żyjącego na tych samych terenach.

## Historia
Pierwsze informacje o nich podaje w swoich Dziejach Herodot, gdzie notuje iż był to „...lud bardzo wielki, którzy na sól nawożą ziemię i potem ją obsiewają”. Ich siedziby znajdować się miały około 30 dni drogi na południe od Lotofagów, którzy z kolei mieli zajmować tereny położone na wybrzeżu libijskim. Hodować mieli woły o rogach zakrzywionych tak, iż pasąc się poruszać miały się jedynie w tył, by uniknąć rycia nimi o ziemię.
Znakiem rozpoznawczym Garamantów były lekkie rydwany zaprzężone w konie, na których to przemierzali pustynię by napadać na czarnoskórych Troglodytów. Prawdopodobnie byli to przodkowie dzisiejszych Tubu zamieszkujących góry Tibesti. Celem tych rejz było zapewne pozyskania niewolników i ich sprzedaż na rynkach śródziemnomorskich. Wygląd rydwanów potwierdzają liczne występujące przykłady sztuki naskalnej, co jest również nieocenioną pomocą przy rekonstrukcji przebiegu szlaków handlowych.
Stolicą państwa Garamantów była Garama, która obecnie jest stanowiskiem archeologicznym położonym ok. 150 km od współczesnego miasta Sabha. W 19 r. n.e. zdobyta została przez Rzymian pod wodzą Korneliusza Balbusa. W I w. nawiązano bardziej pokojowe stosunki z Garamantami, co zaowocowało kilkoma wyprawami w głąb pustyni. Pierwsza z nich, pod wodzą Septymiusza Flakkusa, wyrusza ok. 70 r. n.e. z Leptis Magna, by po trzech miesiącach dotrzeć w rejon środkowego Sudanu. Kolejna odbyła się już za panowania Domicjana. Kierowana była przez Juliusza Maternusa, który skierował się przez Garamę (wraz z królem garamantyckim) w stronę „kraju czarnych”. Po czterech miesiącach drogi dotarto do kraju „Agisymba”, w którym żyć miały nosorożce. Obecnie identyfikuje się go z rejonami jeziora Czad.
Za panowania Bizancjum Garamantowie przyjęli chrześcijaństwo. Ich państwo przestało istnieć w 2 poł. VII w. n.e., w wyniku zbrojnego najazdu wojsk arabskich. W latach 666/667, arabski generał Ukba ibn Nafi zajął Trypolitanię, Fazzan oraz Garamę, którą zmusił do płacenia trybutu.

## Teorie
Według niektórych naukowców Garamantowie utrzymywać mieli liczne i dobrze zorganizowane kontakty handlowe ze swoimi sąsiadami (głównie ze starożytnym Rzymem). Argumentem wysuwanym przeciw tej teorii jest konstrukcja wozów, która nie pozwalałaby na przewożenie jakiejś większej ilości towarów.